# فعالیت‌های اقتصادی سپاه پاسداران انقلاب اسلامی ایران
سپاه پاسداران انقلاب اسلامی (IRGC) نفوذ خود را به بخش‌های وسیع اقتصادی گسترش داده است، به طوری که از ساخت و ساز تا کشاورزی را کنترل می‌کند. این شیوه‌های اقتصادی این امکان را می‌دهد که قدرت خود را تقویت کند و قدرت نظامی خود را تقویت کند.

## پس‌زمینه: کنترل بر اقتصاد
به گفته خانه آزادی ، ایران کشوری «غیرآزاد» تلقی می‌شود که در آن قدرت نهایی در دستان رهبر معظم کشور، آیت‌الله علی خامنه‌ای ، و نهادهای غیرانتخابی تحت کنترل وی است.  وزارت امور خارجه ایالات متحده ایران را به عنوان حکومت دینی تحت حاکمیت یک رژیم خودکامه تعریف می کند. 
یک خودکامه از طریق ارتش، پلیس و سرویس های مخفی بر مردم کنترل می کند، اما نمی تواند همان سطح نفوذ را بر خود این نیروها اعمال کند. برای حفظ جان و رژیم خود، یک دیکتاتور باید وفاداری نیروهای نظامی و امنیتی را تضمین کند، زیرا اکثر کودتاهای موفق نتیجه خیزش های مردمی خودجوش نیستند، بلکه توسط افسران عالی رتبه رهبری می شوند.  دیکتاتورها برای جلوگیری از کودتایی که می تواند به قیمت جان او و خانواده اش تمام شود، مخالفان را سرکوب می کنند، رقابت سیاسی را غیرقانونی می دانند، آزادی بیان را به شدت محدود می کنند و هرگونه انتقاد از دولت را ممنوع می کنند. با این حال، سرکوب می تواند به عنوان یک شمشیر دو لبه عمل کند. از یک طرف، ترس را در مردم ایجاد می کند و سازماندهی جنبش های خرابکارانه را چالش برانگیزتر می کند. از سوی دیگر، حقیقت حمایت واقعی دیکتاتور را در میان مردم پنهان می کند. حتی نزدیکترین مشاوران دیکتاتور اغلب در انتقال حقایق ناخوشایند تردید دارند و حاکم را در یک حباب عایق رها می کنند.  
با توجه به این مشکل سیگنال دهی متقابل بین دیکتاتور و اتباعش، دیکتاتور با اعطای مزایای سخاوتمندانه به مراکز قدرت دولت، به ویژه ارتش و پلیس، حمایت و وفاداری را به دست می آورد. در یک دیکتاتوری، کسانی که این مراکز قدرت را کنترل می کنند، معمولاً مزایایی دریافت می کنند که بسیار بیشتر از سهم اقتصادی آنهاست، در حالی که دیگران کمتر از سهم خود دریافت می کنند.  به عنوان مثال، مقامات ارشد در اتحاد جماهیر شوروی از خانه های بزرگ و سبک زندگی خارج از دسترس شهروندان عادی لذت می بردند. در آلمان نازی ، هیتلر - که به عنوان یک ولگرد فقیر از اتریش وارد آلمان شد - ثروت شخصی قابل توجهی جمع کرد و از بودجه دولتی به گونه ای استفاده کرد که گویی مال خودش بود.  او همچنین به پرسنل نظامی و مقامات عالی رتبه در ساختار قدرت آلمان املاک و املاک اعطا کرد.  علاوه بر این، هیتلر با کنترل قراردادهای دولتی وفاداری صنعتگران آلمانی را تضمین کرد. بین ژانویه و مارس 1933، شرکت‌هایی که ارتباط قوی با حزب نازی داشتند، شاهد افزایش ۵ تا ۸ درصدی سود بیشتر از شرکت‌های مشابهی بودند که چنین ارتباطاتی نداشتند. 
در مصر ، سیستم مشابهی وجود دارد، جایی که ارتش نه تنها به عنوان یک نیروی مسلح، بلکه به عنوان یک امپراتوری اقتصادی، دارای کارخانه ها، مدارس، ساختمان های مسکونی و غیره عمل می کند.  الگوهای مشابهی در سایر کشورهای آفریقایی مشاهده می شود.هودلر و راشکی (۲۰۱۴) خاطرنشان کردند که در چنین رژیم‌هایی، سرمایه‌گذاری در آموزش و مراقبت‌های بهداشتی اغلب به سمت مناطق ساکن قبیله حاکم یا جمعیت‌های نزدیک به قومیت هدایت می‌شود.  به طور مشابه، فرانک و راینر (۲۰۱۲) دریافتند که رهبران آفریقایی در کشورهای جنوب صحرا تمایل دارند تا نتایج بهداشت و آموزش را در درجه اول در گروه‌های قومی خود بهبود بخشند. 
همانطور که ماکیاولی در کتاب شاهزاده مشاهده کرد، یک حاکم دانا نه تنها وفاداری مراکز قدرت را تضمین می کند، بلکه به دنبال جلب حمایت مردم نیز می باشد.  یکی از راهبردهای رایج در بین دیکتاتورها برای دستیابی به این هدف از طریق کیش شخصیت است. به عنوان مثال، دانیل گلداگن در کتاب خود با نام جلادهای مایل هیتلر: آلمانی‌های معمولی و هولوکاست می‌نویسد که هیتلر علیرغم داشتن نیروی پلیس مخفی نسبتاً کوچک با حقوق، توانست مخالفان داخلی را خنثی کند، و در عوض به خبرچین‌های غیررسمی که مخالفان را به دلیل تحسین از او در سال‌های اولیه زندگی خود گزارش می‌دادند، تکیه می‌کرد.  علاوه بر این، دیکتاتورها اغلب هر چه بیشتر در قدرت بمانند محبوبیت پیدا می کنند. 

## دستگاه اقتصادی سپاه
در ایران ، سپاه پاسداران انقلاب اسلامی (سپاه پاسداران انقلاب اسلامی) از یک نهاد صرفا نظامی به یک مجموعه تجاری بزرگ تبدیل شده است که بخش‌های متعددی را در اقتصاد ایران کنترل می‌کند. گزارش رند ، "ظهور پاسداران"  و گزارش جینز  جزئیات این دگرگونی را نشان می دهد و نشان می دهد که چگونه سپاه پاسداران انقلاب اسلامی به یک بازیگر مسلط اقتصادی و سیاسی در ایران تبدیل شده است. این گزارش ظهور سپاه پاسداران انقلاب اسلامی را به ترکیبی از شبکه های اجتماعی غیررسمی، اقدامات انحصاری تحریم شده توسط دولت و بهره برداری از شرایط ژئوپلیتیکی و اقتصادی ایران نسبت می دهد. سپاه از عوامل مختلف پس از انقلاب، از جمله بازسازی دوران جنگ، برای گسترش فعالیت های تجاری خود در بخش هایی مانند نفت، ساخت و ساز، مهندسی، تولید و کشاورزی بهره برده است. این گسترش نه تنها درآمد قابل توجهی را تضمین می کند، بلکه به ایجاد پایگاهی وفادار در میان جمعیت فقیرتر و روستایی ایران نیز کمک می کند.  

## ریشه ها و رشد نهادی
سفر سپاه پاسداران انقلاب اسلامی به حوزه های اقتصادی اندکی پس از جنگ ایران و عراق آغاز شد، زمانی که رهبر معظم انقلاب آیت الله خامنه ای ساختار سلسله مراتبی در سپاه را رسمیت بخشید. این تغییر راه را برای فرهنگ امتیازات و شرایط اقتصادی برای رهبری آن هموار کرد و مراحل اولیه ورود آن به تجارت را نشان داد. گسترش سپاه پاسداران انقلاب اسلامی در دهه ۱۳۶۹ در دوران ریاست جمهوری رفسنجانی شتاب گرفت، و او بر نهادهای دولتی فشار آورد تا برای جبران بودجه دولتی به فعالیت های اقتصادی بپردازند. در اواخر دهه ۱۳۶۹، منافع بازرگانی سپاه پاسداران انقلاب اسلامی به شدت تثبیت شد و دامنه آن به سرعت رشد کرد، به ویژه در دوران ریاست جمهوری محمود احمدی نژاد (۱۳۸۴-۱۳۹۲). دولت احمدی نژاد قراردادهای بدون مناقصه متعددی را به شرکت های مرتبط با سپاه پاسداران، به ویژه در بخش های حیاتی مانند استخراج نفت و ساخت خط لوله اعطا کرد و عملاً یک انحصار محافظت شده برای سازمان ایجاد کرد.  

## بنیادها
بنیادهای ایران، یا بنیادهای شبه دولتی که منابع و دارایی های عظیم را مدیریت می کنند، جزئی از گستره اقتصادی سپاه پاسداران انقلاب اسلامی هستند. در حالی که به طور مستقیم توسط سپاه اداره نمی شود، بنیادهای بزرگی مانند بنیاد مستضعفان و بنیاد شهید روابط نزدیکی با این سازمان دارند. به عنوان مثال بنیاد مستضعفان منابع گسترده ای را در کشاورزی، گردشگری و صنعت کنترل می کند، در حالی که بنیاد شهید (بنیاد شهید و امور ایثارگران) در درجه اول از خانواده های جانبازان و ایثارگران حمایت می کند و خود را با منافع سپاه همسو می کند. از طریق این بنیادها، سپاه نفوذ خود را بر بسیاری از بخش‌های اقتصاد ایران حفظ می‌کند و قدرت خود را تقویت می‌کند و جریان‌های درآمدی را تضمین می‌کند که اغلب نظارت و پاسخگویی عمومی را دور می‌زند. ارتباط سپاه پاسداران انقلاب اسلامی با این بنیادهای خیریه با معرفی خود به عنوان نهادی متعهد به رفاه اجتماعی و توسعه اقتصادی، به حفظ مشروعیت عمومی کمک می کند.  

## خاتم‌الانبیا و پروژه‌های عمومی
قرارگاه سازندگی خاتم الانبیا (ص) یکی از ارکان حیاتی عملیات اقتصادی سپاه است. این سازمان که برای مدیریت پروژه های بازسازی پس از جنگ تأسیس شد، از آن زمان به بزرگترین پیمانکار مهندسی و توسعه ایران تبدیل شده است. خاتم الانبیا با منابع گسترده و هزاران کارمند، پروژه های زیربنایی مهمی از جمله ساخت خطوط لوله، جاده ها، سدها و شبکه های حمل و نقل شهری را در دست دارد. بزرگترین پروژه های آن اغلب توسط دولت بدون مناقصه رقابتی اعطا می شود و به آن اجازه می دهد انحصار پروژه های زیرساختی و انرژی حیاتی را حفظ کند. به عنوان مثال، قرار داد ۱.۳ میلیارد دلاری بدون پیشنهاد برای ساخت خط لوله گاز از عسلویه به ایرانشهر و چندین میلیارد دلار برای کار در میدان نفتی پارس جنوبی به خاتم الانبیا منعقد شد. این پروژه‌ها نه تنها بازده مالی پرسودی برای سپاه پاسداران انقلاب اسلامی فراهم می‌کنند، بلکه نفوذ اجتماعی آن را با ایجاد اشتغال در مناطق روستایی و همسو کردن عملیات آن با اهداف توسعه گسترده‌تر تقویت می‌کنند.  بسیج ، یک شبه نظامی داوطلب زیر نظر سپاه پاسداران، از بسیاری از این پروژه ها حمایت می کند و شهرت سپاه را به عنوان قهرمان رشد اقتصادی روستایی افزایش می دهد. سپاه پاسداران با سرمایه گذاری در مناطق روستایی، حمایت مردمی را تضمین می کند و از پروژه های توسعه ای به عنوان ابزاری برای ادغام جمعیت های محلی در شبکه های حمایتی خود استفاده می کند.  

## بازار سیاه و عملیات غیرقانونی
علاوه بر فعالیت‌های اقتصادی رسمی، اعتقاد بر این است که سپاه پاسداران یک اقتصاد گسترده بازار سیاه را کنترل می‌کند. اتهامات چهره های سیاسی اصلاح طلب، مانند مهدی کروبی ، مدعی است که سپاه پاسداران انقلاب اسلامی بسیاری از بنادر غیررسمی یا "اسکله های نامرئی" را اداره می کند که در آنها واردات و صادرات کالاهای قاچاق را تسهیل می کند. ظاهراً، این شبکه‌های غیرقانونی به سپاه اجازه می‌دهند اقلام ممنوعه‌ای مانند مشروبات الکلی و مواد مخدر را قاچاق کند و از کالاهای بدون مالیات سود قابل توجهی کسب کند. برخی برآوردها نشان می دهد که این فعالیت های بازار سیاه ممکن است میلیاردها دلار به درآمد سالانه سپاه کمک کند. علیرغم فقدان شواهد ملموس، دسترسی سپاه به مرزها و تأسیسات ساحلی بدون نظارت، زیرساخت های لازم برای چنین فعالیت هایی را فراهم می کند. این عملیات به اقتصاد سایه سپاه پاسداران انقلاب اسلامی وارد می‌شود و راهی برای درآمدهای غیررسمی فراهم می‌کند که نه تنها از ثروت شخصی رهبران آن، بلکه از ابتکارات نظامی و اهداف استراتژیک، از جمله تحقیقات هسته‌ای و حمایت از متحدان منطقه‌ای پشتیبانی می‌کند. 

## ادراک عمومی و تأثیر اجتماعی - سیاسی
تسلط سپاه بر اقتصاد ایران و شبکه‌های حمایتی گسترده آن، تا کنون، آن را از نظارت گسترده عمومی محافظت کرده است. بسیاری از ایرانیان از میزان کنترل سپاه بر اقتصاد بی اطلاع هستند، تا حدی به دلیل مدیریت مخفیانه این سازمان در امور تجاری خود.   سپاه پاسداران با انحصار اقتصاد توانسته است برخی از حمایت های عمومی را حفظ کند، به ویژه در میان جمعیت های کم درآمد و روستایی که از پروژه های عمرانی آن بهره می برند. با این حال، نارضایتی در میان نخبگان تجاری سنتی و پیمانکاران خصوصی در حال افزایش است، به ویژه زمانی که این گروه ها به دلیل انحصار سپاه در قراردادهای پرسود دولتی به حاشیه رانده شده اند.  برخی از صاحبان مشاغل شکایت دارند که نمی توانند با شرکت های وابسته به سپاه که از مزایایی مانند دسترسی به نیروی کار وظیفه، تجهیزات نظامی و بودجه دولتی برخوردار هستند، رقابت کنند. سپاه پاسداران به طور فزاینده ای سلطه اقتصادی خود را با استناد به قانون اساسی ایران توجیه می کند که به نهادهای نظامی اجازه می دهد در زمان صلح در فعالیت های اقتصادی شرکت کنند.  مقامات سپاه اغلب ادعا می کنند که سرمایه گذاری های تجاری آنها به نفع ایرانیان عادی است و بر هزینه کمتر خدمات سپاه و کارایی آنها در ارائه پروژه های عمومی تاکید می کنند. با این وجود، امپراتوری تجاری گسترده و شیوه های انحصاری سپاه باعث انتقاد و نگرانی در مورد قدرت کنترل نشده آن شده است، به ویژه زمانی که به یک نیروی متقابل سیاسی در داخل کشور نزدیک تر می شود. به عنوان مثال، مداخله سپاه در مدیریت فرودگاه امام خمینی ، زمانی که یک پیمانکار ترکیه ای را مجبور کرد کنترل عملیات را به دست بگیرد، نشان دهنده تمایل آن برای استفاده از قدرت اقتصادی برای منافع سیاسی است.  

## سپاه پاسداران انقلاب اسلامی و تحریم‌های ایالات متحده
از آنجایی که تحریم‌ها دسترسی ایران به بازارهای بین‌المللی را محدود می‌کند، سپاه پاسداران انقلاب اسلامی با کنترل گسترده‌اش بر شبکه‌های قاچاق و عملیات بازار سیاه، در آستانه تسلط بیشتر بر اقتصاد است. این تثبیت قدرت اقتصادی، نفوذ سپاه پاسداران انقلاب اسلامی را در داخل ایران افزایش می‌دهد و اثر مورد نظر تحریم‌ها برای تضعیف رژیم را تضعیف می‌کند. 

## سپاه پاسداران انقلاب اسلامی و سوریه
سپاه پاسداران انقلاب اسلامی ایران (سپاه پاسداران انقلاب اسلامی ایران) به طور قابل توجهی در حال گسترش نفوذ اقتصادی خود در سوریه از طریق یک سری توافقات راهبردی با رژیم اسد است. این قراردادها به ایران کنترل بخش‌های کلیدی از جمله مخابرات، کشاورزی و معدن را می‌دهد. قابل ذکر است که ایران مجوز بهره برداری از خدمات تلفن همراه در سوریه و دسترسی به استخراج فسفات در مناطق شرقی این کشور را دریافت کرده است. علاوه بر این، ایران ۵۰۰۰ هکتار برای پروژه های کشاورزی و ۱۰۰۰ هکتار برای پایانه های نفت و گاز دریافت خواهد کرد. این قراردادها به عنوان غرامت برای حمایت نظامی و مالی ایران از اسد در طول جنگ داخلی سوریه تلقی می شود. با این حال، گروه های مخالف سوری این معاملات را محکوم کرده و آنها را به عنوان بهره برداری از منابع سوریه توسط نیروهای خارجی توصیف کرده اند. 

## سپاه و فساد در مدیریت آب
ایران از بحران شدید آب رنج می برد. طبق گزارش موسسه منابع جهانی (WRI).  ایران در زمره کشورهای دارای تنش آبی در جهان قرار دارد. این کشور در شاخص تنش آبی در رده «بسیار بالا» قرار می گیرد که سالانه ۸۰ تا ۱۰۰ درصد از منابع آب تجدیدپذیر برداشت می شود. این بدان معناست که ایران تقریباً از تمام منابع آب موجود خود برای کشاورزی، صنعت و مصارف خانگی استفاده می‌کند و برای دوره‌های خشکسالی یا تغییر در بارندگی هیچ حائلی باقی نمی‌گذارد.    
سپاه و سایر نهادهای مرتبط با سیاسی منابع آب را کنترل می کنند و پروژه ها را برای منافع سیاسی و اقتصادی به جای نیاز عمومی در اولویت قرار می دهند. آنها منابع را به مناطق مطلوب هدایت می کنند و باعث کمبود در استان های آسیب پذیر مانند خوزستان و سیستان و بلوچستان می شوند. به عنوان مثال، پروژه های انشعاب آب در استان های اصفهان و یزد با وجود کمبودهای بحرانی در خوزستان و سیستان و بلوچستان در اولویت قرار گرفتند. گزارش ها همچنین نشان می دهد که برخی از شرکت های کشاورزی و صنعتی مرتبط با سپاه پاسداران انقلاب اسلامی مقادیر قابل توجهی آب دریافت کرده اند، در حالی که کشاورزان کوچک و جوامع روستایی با کمبود شدید دست و پنجه نرم می کنند.  
سپاه از طریق بازوی سازندگی خاتم الانبیا ، مدیریت آب ایران را در انحصار خود درآورده است . این "مافیای آب" پروژه های زیربنایی بزرگی مانند ساخت سد را کنترل می کند و منافع مالی و سیاسی را بر ملاحظات زیست محیطی و اجتماعی اولویت می دهد. نفوذ سپاه منجر به توزیع ناکارآمد آب، آسیب های زیست محیطی، و ناآرامی های عمومی گسترده، به ویژه در مناطق حاشیه نشین می شود. تسلط آنها سیاست‌های آب پایدار را تضعیف می‌کند و به بحران آب در ایران کمک می‌کند و بر تعامل پیچیده بین قدرت، فساد و مدیریت منابع تأکید می‌کند. 
دولت مرکزی ایران تخصیص آب برای مراکز صنعتی و شهری را در اولویت قرار می‌دهد که اغلب به هزینه جمعیت روستایی و اقلیت تمام می‌شود. این گروه ها با کمبود شدید آب، تخریب محیط زیست و از دست دادن معیشت مواجه هستند. این الگوی توسعه نابرابر نه تنها نابرابری های منطقه ای را تشدید می کند، بلکه به ناآرامی های اجتماعی و بحران های زیست محیطی دامن می زند.  سیاست آب ایران همچنین با اتکای بیش از حد به سدسازی و پروژه‌های انحراف در مقیاس بزرگ مشخص می‌شود که عمدتاً به نفع شرکت‌های مرتبط سیاسی و نخبگان شهری است. این امر منجر به خشک شدن رودخانه ها، تالاب ها و سایر اکوسیستم های حیاتی، تشدید طوفان های گرد و غبار و فرونشست زمین در مناطقی مانند خوزستان و سیستان و بلوچستان شده است. چنین تخریب محیطی، همراه با نظارت و شفافیت ناکافی دولتی، شرایط زندگی را برای جوامع به حاشیه رانده شده بدتر می کند، چرخه های فقر و به حاشیه رانده شدن سیاسی-اجتماعی را تقویت می کند. 
پیامدهای فساد در بخش آب ایران فراتر از تخصیص نادرست و سوء مدیریت است. خسارات زیست‌محیطی شامل خشک شدن آب‌های حیاتی مانند دریاچه ارومیه است که به دلیل پروژه‌های انحرافی و احداث سدها بدون ارزیابی‌های زیست‌محیطی مناسب، بیش از ۸۰ درصد کاهش یافته است. چنین آسیب های اکولوژیکی بر تنوع زیستی تأثیر می گذارد و بهره وری کشاورزی را تهدید می کند، زیرا شور شدن زمین های زمانی حاصلخیز را غیرقابل استفاده می کند. 

## سپاه و تورم مواد غذایی
ایران در دهه گذشته با تورم شدید مواد غذایی مواجه بوده است. یکی از عوامل مهم مشارکت سپاه پاسداران انقلاب اسلامی ایران (سپاه پاسداران انقلاب اسلامی) در اقتصاد، به ویژه در بخش کشاورزی و غذا و آب است. نفوذ سپاه با سوء مدیریت و فساد، تشدید مشکلات در منابع آب، شیوه های کشاورزی و تولید مواد غذایی مرتبط بوده است.   

## مشکلات تامین زنجیره غذایی و سپاه
سپاه پاسداران انقلاب اسلامی نقش بسزایی در اقتصاد ایران  و به ویژه در زنجیره تامین مواد غذایی ایران ایفا می کند.  سپاه پاسداران انقلاب اسلامی عملیات خود را فراتر از صنایع نظامی و دفاعی به بخش‌های حیاتی مانند کشاورزی، ساخت‌وساز، مخابرات و انرژی متنوع کرده است. این گسترش با سیاست «اقتصاد مقاومتی» ایران برای دستیابی به خوداتکایی و کاهش اثرات تحریم‌های بین‌المللی همسو است.  گستره اقتصادی سپاه به پروژه‌های بزرگ کشاورزی و زیربنایی می‌رسد. سپاه از طریق بازوی مهندسی خود، قرارگاه سازندگی خاتم الانبیاء (ص) به یکی از بزرگترین پیمانکاران ایران تبدیل شده است که پروژه های مهم دولتی از جمله پروژه های کشاورزی و مدیریت آب را تامین می کند. این تسلط سپاه را قادر می‌سازد تا بخش‌های بزرگی از اقتصاد ایران را کنترل کند و اغلب شرکت‌های خصوصی را از طریق دسترسی ترجیحی به قراردادهای دولتی به حاشیه می‌برد. گسترش سپاه پاسداران انقلاب اسلامی در تامین مواد غذایی و کشاورزی بخشی از روند گسترده‌تر نظامی‌سازی اقتصاد ایران است. سپاه از نفوذ خود برای مدیریت زنجیره‌های تامین حیاتی از جمله مواد غذایی استفاده می‌کند که به آن اجازه می‌دهد تا بازارهای داخلی را به‌ویژه در مواقع بحران یا تحریم‌ها تثبیت و کنترل کند. این اقدام نه تنها از نیازهای لجستیکی آنها حمایت می کند، بلکه اهرم اقتصادی و سیاسی سپاه را در داخل کشور تقویت می کند.  
سپاه به طور فزاینده ای خود را در بخش کشاورزی ایران برای تقویت تولید داخلی و ارتقای امنیت غذایی درگیر کرده است. هدف از این مشارکت حمایت از اقتصاد مقاومتی ایران است، سیاستی که بر کاهش وابستگی به واردات و تقویت ظرفیت‌های تولید داخلی تاکید دارد. فرمانده کل سپاه اظهار داشت که نیروهای آن‌ها برای ارتقای خودکفایی وارد کشاورزی شده‌اند و استفاده از فناوری‌ها و محصولات داخلی را بر جایگزین‌های خارجی ترجیح داده‌اند. 
سپاه پاسداران انقلاب اسلامی ایران (سپاه پاسداران انقلاب اسلامی ایران) به عنوان بخشی از نفوذ گسترده‌تر خود بر بخش‌های مختلف اقتصادی، کنترل گسترده‌ای بر زنجیره تامین مواد غذایی کشور ایجاد کرده است. این کنترل به عملیات رسمی و غیررسمی گسترش می یابد که بر کشاورزی، تولید مواد غذایی و شبکه های توزیع تأثیر می گذارد. 
سپاه پاسداران انقلاب اسلامی ایران (سپاه پاسداران انقلاب اسلامی ایران) به عنوان بخشی از نفوذ گسترده‌تر خود بر بخش‌های مختلف اقتصادی، کنترل گسترده‌ای بر زنجیره تامین مواد غذایی کشور ایجاد کرده است. این کنترل به عملیات رسمی و غیررسمی گسترش می یابد که بر کشاورزی، تولید مواد غذایی و شبکه های توزیع تأثیر می گذارد. 
نفوذ اقتصادی سپاه شامل تسلط بر پروژه های توسعه کشاورزی و تولید مواد غذایی است. سپاه پاسداران از طریق بازوی ساخت و ساز و مهندسی خود، خاتم الانبیا، پروژه های کشاورزی و آبیاری در مقیاس بزرگ را مدیریت و توسعه می دهد و به آن کنترل بر جنبه های حیاتی تولید مواد غذایی می دهد. این مشارکت تضمین می‌کند که سپاه می‌تواند بخش‌های مهم صنعت غذا، از تولیدات مزرعه گرفته تا تأسیسات فرآوری مواد غذایی را در انحصار خود درآورد. چنین کنترل انحصاری رقابت را محدود می کند و زنجیره تامین را تحت تأثیر آن متمرکز می کند. سپاه از موقعیت مسلط خود در صنایع غذایی ایران به عنوان ابزار اقتصادی و سیاسی استفاده می کند. این سازمان از قراردادها و یارانه های دولتی مطلوب بهره مند می شود و حضور خود را بیش از پیش تثبیت می کند.  با کنترل توزیع کالاهای اساسی مانند گندم، دام و سایر محصولات غذایی، سپاه اهرمی بر جمعیت و بازارهای محلی به دست می آورد. این به آن اجازه می دهد تا با دستکاری دسترسی به منابع ضروری، مخالفت را سرکوب کند و وفاداری خود را حفظ کند.  اقدامات سپاه به اقتصاد غیررسمی کمک می کند، جایی که مواد غذایی و محصولات کشاورزی به منظور دستکاری قیمت ها قاچاق می شوند یا از آنها جلوگیری می شود. به عنوان مثال، دخالت سپاه در کنترل مرزها و مراکز مهم حمل و نقل مانند فرودگاه ها، به آن اجازه می دهد تا قوانین گمرکی را دور بزند و برای حفظ مزیت اقتصادی خود، کالاها را به صورت غیرقانونی وارد کند. این رفتار اغلب بازارهای محلی را بی ثبات می کند و به ناامنی غذایی کمک می کند، زیرا منافع مالی سازمان ممکن است با نیازهای عمومی همخوانی نداشته باشد. 
این فعالیت‌ها انتقال سپاه از یک نهاد نظامی و امنیتی به یک نهاد جامع اقتصادی-اجتماعی در ایران را نشان می‌دهد که قدرت قابل‌توجهی بر منابع حیاتی از جمله زنجیره تامین مواد غذایی دارد. 

## سپاه و بازار کریپتو

### نقش سپاه در بازار ارزهای دیجیتال ایران
سپاه پاسداران انقلاب اسلامی، یک نیروی برجسته نظامی و سیاسی در ایران، از بازار ارزهای دیجیتال به عنوان ابزاری برای دور زدن تحریم‌های بین‌المللی، تولید سرمایه و انجام عملیات‌های مالی مخفی استفاده کرده است. با توجه به کنترل قابل توجهی که بر بخش‌های اقتصادی ایران دارد، دخالت سپاه پاسداران انقلاب اسلامی در ارزهای دیجیتال نگرانی‌هایی را در مورد تلاقی نهادهای تحت کنترل دولتی و مالی دیجیتال ایجاد کرده است.  

### استفاده سپاه از ارز دیجیتال برای دورزدن تحریم‌ها
تحریم های بین المللی، به ویژه از سوی ایالات متحده، دسترسی ایران به بازارهای مالی جهانی را به طور قابل توجهی محدود کرده است و نهادهای مرتبط با دولت مانند سپاه پاسداران انقلاب اسلامی را مجبور به کشف کانال های جایگزین برای معاملات کرده است. ارزهای رمزنگاری شده، به ویژه بیت کوین، راه مؤثری را برای دور زدن محدودیت های بانکی سنتی و جابجایی پول به آن سوی مرزها در اختیار سپاه پاسداران قرار داده است.  
ماهیت غیرمتمرکز ارزهای دیجیتال ردیابی آنها را دشوار می کند و به سپاه و گروه های وابسته به آن اجازه می دهد تا از آنها برای فرار از تحریم و فعالیت های غیرقانونی استفاده کنند. در سال ۲۰۲۲، دفتر کنترل دارایی های خارجی وزارت خزانه داری آمریکا (اوفاک) دو فرد ایرانی به نام های امیرحسین نیکاین راوری و احمد خطیبی آقادا را که هر دو با سپاه پاسداران انقلاب اسلامی مرتبط بودند، تحریم کرد. این افراد در فعالیت‌های مرتبط با سایبری شرکت داشتند و از ارزهای دیجیتال برای انتقال وجوه به ایران از طریق صرافی‌های محلی استفاده می‌کردند. 
علاوه بر این، ارز دیجیتال به طور فزاینده ای برای تأمین مالی عملیات های وابسته به سپاه پاسداران انقلاب اسلامی، از جمله حملات سایبری و قاچاق اسلحه، استفاده می شود. دارایی های دیجیتال راهی امن و نسبتاً ناشناس برای انجام تراکنش های بین المللی ارائه می دهد که تحت تشدید تحریم ها برای سپاه پاسداران انقلاب اسلامی بسیار حیاتی شده است. 

### پیوندهای بین سپاه و صرافی های داخلی
برخی از صرافی‌های ارزهای دیجیتال ایرانی به طور غیرمستقیم با عملیات سپاه در ارتباط بوده‌اند و این نگرانی‌ها را در مورد نقش آنها در فرار از تحریم‌ها افزایش داده است. نوبیتکس، بزرگترین صرافی ارز دیجیتال ایران، تراکنش‌ها را برای افراد و نهادهایی که تلاش می‌کنند محدودیت‌های بین‌المللی را دور بزنند، تسهیل کرده است. Nobitex، همراه با سایر پلتفرم‌ها، استفاده از VPN را منع می‌کند، اما کاربران اغلب از چنین ابزارهایی برای انجام تراکنش‌های غیرقانونی در خارج از کشور استفاده می‌کنند که گاهی اوقات با سازمان‌های تحریم شده مانند سپاه پاسداران انقلاب اسلامی ارتباط دارند.  
نفوذ سپاه پاسداران انقلاب اسلامی بر اقتصاد ایران به استخراج و تجارت ارزهای دیجیتال گسترش می یابد. در حالی که شواهد مستقیمی که سپاه پاسداران انقلاب اسلامی را به عملیات معدنی مرتبط می کند، کمیاب است، کنترل این سازمان بر بخش های کلیدی صنعتی و انرژی، آن را به احتمال زیاد ذینفع از سود حاصل از عملیات معدنی می کند. فعالیت‌های معدنی انرژی بر ایران پتانسیل درآمد بالایی را به ویژه با توجه به منابع عظیم انرژی این کشور ارائه می‌کند و آن را به یک هدف جذاب برای گروه‌هایی با روابط نزدیک با دولت تبدیل می‌کند. 